# Égyptologie
Le terme égyptologie désigne un champ d'étude privilégié dans certaines branches des sciences humaines (archéologie et histoire). Ce champ d'étude s'intéresse spécifiquement à la zone géographique dénommée Égypte aujourd'hui et couvre, habituellement, les périodes pré-pharaoniques et antiques en Égypte.

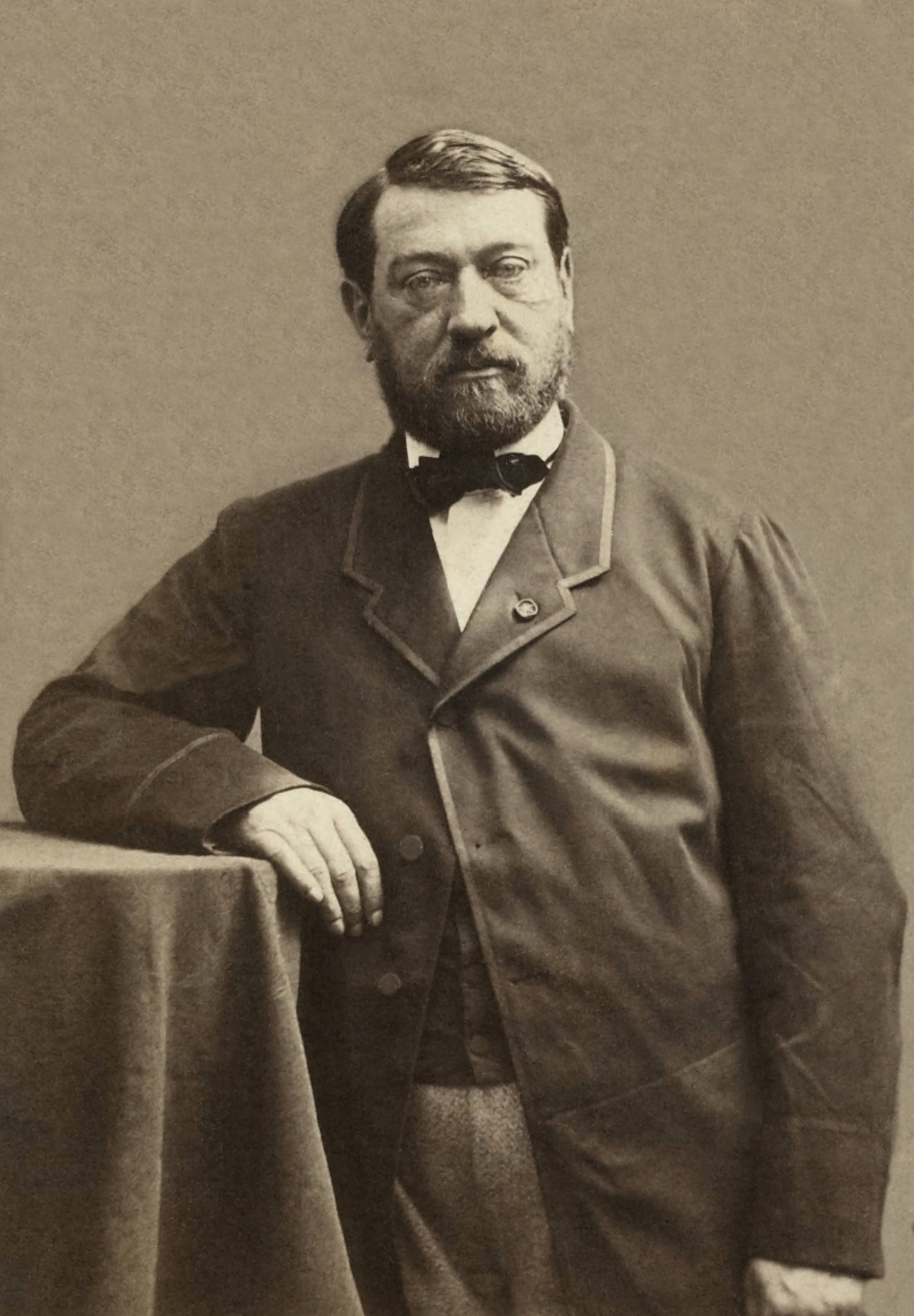
Mariette par Nadar, vers 1861

## Historique
La France a une longue tradition égyptologique qui remonte au XVIIIe siècle et à l'expédition de Bonaparte en Égypte. En effet, cette expédition ne fut pas seulement une campagne militaire. Bonaparte emmena avec lui des savants et des artistes qui purent étudier et peindre à loisir les vestiges de l'ancienne Égypte. Le résultat de ces travaux fut regroupé dans l'impressionnant ouvrage : Description de l'Égypte ou Recueil des observations et des recherches qui ont été faites en Égypte pendant l'expédition de l'Armée française, publié sous les ordres de Napoléon Bonaparte. Le déchiffrement des hiéroglyphes par Jean-François Champollion en 1822 marque le début de l'égyptologie moderne.
L'Allemagne, les Pays-Bas, la Belgique, les États-Unis et la Grande-Bretagne ont aussi pris part à la recherche archéologique en Égypte. Par exemple, le British Museum possède des salles réservées aux objets rapportés d'Égypte. Certains de ces vestiges sont d'ailleurs au cœur de conflits diplomatiques avec l'Égypte.

### Chronologie des fouilles auXIXesiècle
L'exploration archéologique en Égypte au cours du XIXe siècle peut être divisée en trois périodes :
La première, avant 1850, se caractérise par une course effrénée aux antiquités pour satisfaire la demande des collectionneurs et des musées :
- Belzoni creuse à Gizeh, à Thèbes, dans la vallée des Rois et à Abou Simbel pour le compte de Salt, consul d'Angleterre ;
- Salt embauche également Caviglia pour travailler à Gizeh et à Memphis ;
- Drovetti, consul de France, alimente les musées du Louvre, de Berlin et de Turin.

La deuxième, d'environ 1850 à 1880, est le début d'une archéologie organisée, principalement grâce à l'action d'Auguste Mariette ; l'Arménien Joseph Hekekyan fouille de façon méthodologique.
Enfin, la troisième débute vers 1880 avec les méthodes très avancées utilisées par Flinders Petrie : l'ère des fouilles archéologiques modernes et de l'archivage archéologique est commencée.

## Matériel égyptologique célèbre

### Papyrus
- Papyrus Boulaq
- Papyrus Ebers
- Papyrus Edwin Smith
- Papyrus Harris
- Papyrus d'El-Lahoun
- Papyrus Prisse
- Papyrus Revenue Laws
- Papyrus Rhind
- Papyrus Westcar
- Papyrus d'Ani
- Papyrus d'Artémidore
- Papyrus d'Astarté
- Papyrus de Turin

### Autres
- Lettres d'Amarna
- Livre de l'Amdouat
- Livre des Morts
- Palette de Narmer
- Pierre de Palerme
- Pierre de Rosette
- Textes des pyramides
- Textes des sarcophages